# Grace Daley
Grace Daley, née le 26 juin 1978 à Miami (Floride) est une joueuse américaine de basket-ball évoluant au poste de meneuse de jeu.

## Biographie
Après sa sortie de l'Université Tulane (meilleure scoreuse de tous les temps avec 2 249 pts), elle est draftée 5e choix de la draft WNBA 2000 par les Minnesota Lynx. Après une saison rookie encourageante, son rôle en WNBA devient mineur.
En Europe, elle réussit une belle carrière, étant notamment désignée Meilleure joueuse de la saison régulière LFB en 2004-2005. En 2007, elle est vice-championne de République tchèque.

## Carrière
- 1996 - 2000 :  Tulane University (NCAA-I)
- 2002 - 2004 :  Pallacanestro Virtus Viterbo
- 2004 - 2006 :  USO Mondeville (LFB)
- 2006 - 2007 :  USK Prague (1 liga)
- 2007 - 2008 :  Lattes-Montpellier (LFB)

Ligue d'été
- 2000 :  Lynx du Minnesota (WNBA)
- 2001 :  Liberty de New York (WNBA)
- 2002 :  Comets de Houston (WNBA)
- 2003 :  Mercury de Phoenix (WNBA)

## Palmarès
- Défenseuse de l'année dans la Conférence USA en 1998
- Joueuse de l'année et meilleure marqueuse (21,6 pts/m)dans la Conférence USA en 2000
- Meilleure scoreuse de tous les temps de la faculté de Tulane (2 249 pts)
- Meilleure joueuse de la saison régulière LFB 2004-2005
- Meilleure marqueuse de la LFB en 2005 (17,5 pts/m)
- Meilleure joueuse étrangère de la Ligue en 2005
- Vice-championne de République tchèque en 2007[2]

## Sources et références
1. 1 2  (en) « Grace Daley », WNBA (consulté le 14 juin 2011)
2. 1 2 3  « Grace Daley », Ligue féminine de basket (consulté le 14 juin 2011)